# Pablo Centurión
Pablo Centurión (1926 – ...) è stato un calciatore paraguaiano, di ruolo portiere.

## Carriera
Prese parte con la Nazionale paraguaiana ai Mondiali del 1950.